# Laugardalshöll
Laugardalshöll est une arène sportive couverte située à Reykjavík, en Islande. La capacité de la salle est de 5 500 personnes.
Elle accueille divers événements sportifs, tels que du handball, du basket-ball, du volleyball ou de l'athlétisme, ainsi que pour d'autres événements. Outre les événements sportifs, c'est la plus grande salle de concert d'Islande, avec une capacité maximale de 11 000 personnes. 

## Événements
Dans cette salle se tient le Championnat du monde d'échecs 1972, souvent surnommé le « Match du siècle », dans lequel le challenger Bobby Fischer des États-Unis a battu le champion en titre Boris Spassky de l'Union soviétique. Certaines scènes du film Bobby Fischer Against the World (2011) se déroulent dans la salle Laugardalshöll.
La salle a accueilli le Championnat du monde de handball masculin 1995 et de nombreux matchs de l'équipe nationale masculine de handball d'Islande. Elle accueillit le championnat du monde de League of Legends en 2021.